# Bataille de Maipú
Pour les articles homonymes, voir Maipú.
Guerres d'indépendance en Amérique du Sud
Batailles
- Suipacha
- Las Piedras
- Huaqui
- Tucumán
- Cerrito
- Salta
- Campagne Admirable
- Ayohuma
- Buceo
- La Puerta (1814)
- Rancagua
- Sipe-Sipe
- Carthagène
- Chacabuco
- La Puerta (1818)
- Maipú
- Vargas
- Boyacá
- Valdivia
- Carabobo
- Yaguachi
- Pichincha
- Lac Maracaibo
- Junín
- Ayacucho

La bataille de Maipú fut livrée le 5 avril 1818 dans le cadre des guerres d'indépendance en Amérique du Sud. La victoire revint aux insurgés commandés par José de San Martín et assura l'indépendance du Chili, mettant fin à la domination espagnole dans cette région (depuis 1536). Le Français Jorge Beauchef qui participa aux grandes victoires de Napoléon à Austerlitz (1805), Iéna (1806) et Friedland, y prend part.

## Histoire
En 1817, le général argentin José de San Martín traverse les Andes à la tête de son armée, triomphe des Espagnols lors de la bataille de Chacabuco et entre dans Santiago du Chili. Le vice-roi du Pérou envoie alors une armée commandée par le général Mariano Osorio, qui bat celle de San Martín lors de ce que les Chiliens appellent encore le « désastre de Cancha Rayada » (es), le 19 mars 1818, l'avant-garde de Bernardo O'Higgins étant totalement prise au dépourvu et le général chilien étant lui-même grièvement blessé au bras lors de cette bataille. Cette victoire espagnole est néanmoins incomplète et les troupes de San Martín se rassemblent à nouveau.
Le 5 avril, l'armée des insurgés surprend à son tour les forces royalistes, dont le flanc gauche est séparé du corps principal, près du río Maipo. San Martín attaque donc l'aile gauche adverse et l'isole complètement, ses grenadiers à cheval repoussant la cavalerie espagnole. Une fois l'aile gauche dispersée, il s'attaque au centre et est tout d'abord repoussé mais une contre-attaque espagnole est stoppée net par un efficace feu d'artillerie, les royalistes devant à leur tour reculer. Bernardo O'Higgins, souffrant toujours de sa blessure reçue à Cancha Rayada, arrive à ce moment sur le champ de bataille avec un millier de miliciens et engage ses troupes dans l'action, ce qui conduit, après une faible résistance, à la déroute des Espagnols. San Martín et O'Higgins se retrouvent alors et se donnent l'accolade, O'Higgins le saluant par un : « Gloire au sauveur du Chili » (¡Gloria al salvador de Chile!) et San Martín lui répondant : « Le Chili n'oubliera jamais l'invalide illustre qui s'est aujourd'hui présenté sur le champ de bataille dans cet état » (Chile no olvidará jamás al ilustre inválido que en el día de hoy se presenta en el campo de batalla en este estado!).
La bataille fait environ 3 500 morts ou prisonniers dans l'armée royaliste, totalement démoralisée, contre moins de 1 000 morts chez les patriotes insurgés. Elle met un terme définitif aux ambitions espagnoles de reconquérir le Chili et pousse José de San Martín à continuer l'offensive et à préparer désormais la libération du Pérou.

## Sanctuaire
Le 14 mars 1818, Luis de la Cruz — représentant de Bernardo O’Higgins — et l’ecclésiastique José Ignacio Cienfuegos (es) s’engagent à la cathédrale de Santiago à construire une église dédiée à la Vierge du Carmel là où se déciderait l’indépendance. Cela n’est pas le cas cinq jours plus tard à Cancha Rayada (es), mais la bataille de Maipú est par contre rapidement comprise comme une victoire définitive. Un mois après, le 7 mai, O’Higgins officialise donc par décret la construction d’une « chapelle de la Victoire »,. Celle-ci sera détruite au XXe siècle par des tremblements de terre successifs, mais le sanctuaire sera reconstruit et est aujourd’hui la basilique Notre-Dame-du-Mont-Carmel, avec également une reconnaissance de sanctuaire national par la Conférence épiscopale du Chili.